# Dwayne Miller (labdarúgó)
Dwayne St Aubyn Miller (1987. július 14. –) jamaicai labdarúgó, a svéd Syrianska FC kapusa.

## Pályafutása

### A válogatottban
Miller 2007. június 28-án mutatkozott be a jamaicai válogatottban a Malajzia ellen 2–0-r0 megnyert barátságos mérkőzésen. Néhány héttel később tagja volt annak az U20-as csapatnak, amely ezüstérmet nyert a XV. Pánamerikai játékokon.

## Sikerei, díjai

### Klubcsapatokkal
Harbour View
- Jamaicai bajnokság (2): 2007, 2010
- Karibi klubcsapatok kupája (1): 2007
- Jamaicai labdarúgó-bajnokság U21 (2): 2006, 2007

Syrianska FC
- Superettan: 2010

### A válogatottal
Jamaica
- Karibi kupa (2): 2008, 2010
- Pánamerikai játékok ezüstérmes (1): 2007
- CONCACAF-aranykupa ezüstérmes (2): 2015, 2017